# هالیدی ولی (اوهایو)
هالیدی ولی (به انگلیسی: Holiday Valley) یک منطقهٔ مسکونی در ایالات متحده آمریکا است که در شهرستان کلارک، اوهایو واقع شده‌است. هالیدی ولی ۴٫۷ کیلومتر مربع مساحت و ۱٬۵۱۰ نفر جمعیت دارد و ۲۶۲ متر بالاتر از سطح دریا واقع شده‌است.